# Molly Bloom
Molly Bloom és un personatge de ficció de la novel·la Ulisses de l'autor irlandès James Joyce.
Muller del protagonista, Leopold Bloom, correspon més o menys a la Penèlope de L'Odissea d'Homer. La principal diferència entre Molly i Penèlope és que mentre el personatge grec és sempre fidel, Molly no ho és pas i té un affaire amb Hugh 'Blazes' Boylan després de deu anys d'imposar el celibat en el seu matrimoni amb Leopold.
Sembla que Joyce va basar el personatge en la seva pròpia esposa, Nora Barnacle. La crítica sol cercar un altre possible model de Molly: Amalia Popper, una estudiant d'anglès a qui Joyce ensenyava anglès durant l'estada a Trieste. Amalia era la filla d'un comerciant jueu de nom Leopoldo Popper. Joyce va descriure la seva relació amb Amalia Popper en el manuscrit Giacomo Joyce (avui publicat), amb temes i imatges que aprofita per a l'Ulisses i per al Retrat de l'artista adolescent.
Molly, el nom real de la qual és Marion, va néixer a Gibraltar el 1870, filla del Major Tweedy i de Lunita Laredo. Molly i Leopold es van casar el 1888. És la mare de Milly Bloom, que als 15 anys va marxar de casa per estudiar fotografia. També és la mare de Rudy Bloom, que va morir amb només 11 dies. A Dublín, Molly és una cantant d'òpera de certa anomenada.
El capítol final, sense puntuació, de l'Ulisses, sovint anomenat "monòleg de Molly Bloom", és un llarg corrent de consciència que recorre els seus pensaments mentre jeu al costat de Leopold Bloom.
La novel·la Elizabeth Costello de John Maxwell Coetzee inclou una escriptora fictícia, Costello, autora d'una novel·la fictícia, The House on Eccles Street, que està escrita des del punt de vista de Molly Bloom.